# Mirta Massa

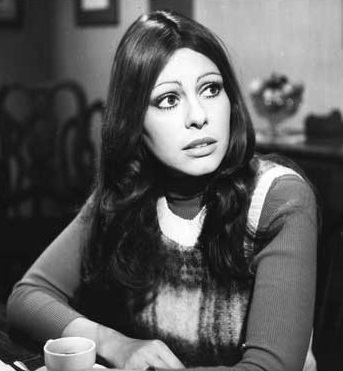
Mirta Teresita Massa

Mirta Teresita Massa là Hoa hậu Quốc tế vào năm 1967.

## Hoa hậu Quốc tế
Mirta là hoa hậu Argentina đầu tiên đăng quang ngôi vị này. 
Bà cũng là người Mỹ Latinh thứ 2 sau hoa hậu đầu tiên năm 1960 - Maria Stella Márquez Zawadzky của Colombia chiến thắng ở cuộc thi này.

## Sự nghiệp và cuộc sống
Sau khi giành được vương miện hoa hậu, bà ngay lập tức trở thành một người nổi tiếng ở đất nước mình, xuất hiện trên nhiều tạp chí cũng như chương trình truyền hình.
Mirta theo đuổi sự nghiệp người mẫu và thỉnh thoảng tham gia một số dự án điện ảnh khi được mời. Sau này, bà tập trung vào hội họa và tiếp tục tham gia đào tạo người mẫu.
Bà có mối quan hệ khăng khít với vận động viên tennis Guilermo Vilas.
Năm 1999, Bà bị đưa tin nhầm là đã mất trong một tai nạn giao thông wro Trenque Lauquen. Người bị hại là một phụ nữ cùng tuổi với Mirta. Cuối cùng tin cũng được cải chính rằng người đó chỉ có cùng tên với cựu hoa hậu Mirta Isabel Massa mà thôi.